# Omar Jonatás Sánchez
Omar Jonatás Sánchez Mártil es un pianista español de música clásica nacido en Madrid en 1977. Concertista y docente del cuerpo de Profesores de Música y Artes Escénicas de la Comunidad Autónoma de Madrid.

## Biografía
Omar Sánchez nació en Madrid, España, en 1977. Realizó estudios de piano, música de cámara y dirección de orquesta en el Real Conservatorio Superior de Música de Madrid. Continuó sus estudios en el Koninklijk Conservatorium de La Haya, Países Bajos con becas del Ministerio de Educación y Ciencia (MEC) y el Club Rotario Madrid-Velázquez. Entre sus maestros destacan Carolina Gangutia, Almudena Cano, Rian de Waal o Jan Wijn. Posteriormente realizó cursos de perfeccionamiento con Boris Berman, Rita Wagner, Peter Bithell, Edith Grosz, Geoffrey Douglas Madge, Paul Roberts o Imre Rohman.
Recibió clases de música de cámara de Hans Louis Meier, Hans Eijsackers, Vincenzo Scalera, Giulio Zappa, Charles Spencer y Wolfram Rieger.
Ha dado recitales en varios países, como España, Países Bajos o Francia y ha estrenado obras de compositores como Juan Antonio Simarro, Juan Carlos Panadero, Mercedes Zavala o Gabriel Fernández Álvez. Formó el dúo Divertimenti con la pianista Arrate Monasterio. También ha formado dúo con la violonchelista Lidia Alonso. Ha sido pianista acompañante de cantantes como Pilar Balaval, Esmeralda Jiménez, María Acda, Barbara Pearson, Juan Diego Lomba, Manuel Cid, Miguel Bernal, Ana Rodrigo y Carmen Rodríguez Aragón.
Ha realizado grabaciones para Radio Clásica de RNE y Cataluña Radio. Desde 2004 es profesor de Repertorio Vocal en la Escuela Superior de Canto de Madrid.

## Premios
- Primer Premio en el XXI Concurso de Piano Nueva Acrópolis, ahora Concurso Internacional de Piano Delia Steinberg, Madrid, España, en 2002.[8]
- Jacinto Guerrero de Toledo, España.
- Fundación Guerrero de Música española de Madrid.
- Rotaract Club de Palma de Mallorca, España.
- Ko Hartman de Almere, Países Bajos.
- Concurso de música de cámara Ecoparque de Trasmiera de Santander, España (dúo Divertimenti).
- Concurso de música de cámara Ciudad de Manresa, España (dúo Divertimenti).